# 井上八重吉

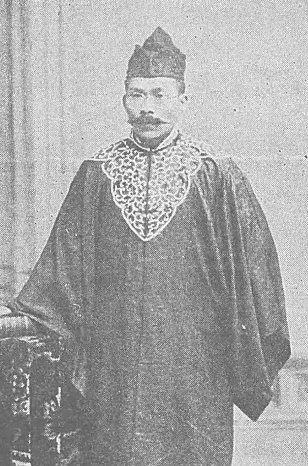
井上八重吉

井上 八重吉（いのうえ やえきち、元治元年7月2日（1864年8月3日） - 昭和6年（1931年）12月27日）は、日本の衆議院議員（立憲政友会→交友倶楽部）。弁護士。

## 経歴
相模国高座郡座間村（現在の神奈川県座間市）に内藤甚左衛門の三男として生まれ、井上利助の養子となった。1881年（明治14年）、神奈川県師範学校に入り、卒業後は小学校訓導を務めた。その後、東京法学院（現在の中央大学）に入り、1890年（明治23年）に卒業した。同年、高等文官試験に合格。司法官試補、横浜区裁判所検事代理、八王子区裁判所検事、同判事、高崎区裁判所判事、横浜地方裁判所判事を歴任した。1898年（明治31年）、退官して横浜市で弁護士を開業した。その他に破産管財人を務めた。
1903年（明治36年）、第8回衆議院議員総選挙に出馬し、当選を果たした。